# Laphria karafutonis
Laphria karafutonis är en tvåvingeart som beskrevs av Matsumura 1916. Laphria karafutonis ingår i släktet Laphria och familjen rovflugor. Inga underarter finns listade i Catalogue of Life.